# Новоалексеевское (Краснодарский край)
Новоалексе́евское — село в Белореченском районе Краснодарского края России. Входит в состав Школьненского сельского поселения.

## Варианты названия
- Алексеевский,
- Ново-Алексеевская,
- Ново-Алексеевское[2],
- Алексеевка[источник не указан 2319 дней].

## Географическое положение
Расположено в 5 км от центра поселения и в 20 км от районного центра.

## История
Село образовано в 1912 году из поселенческого участка Царедарского Малого. Названо в честь наследника цесаревича Алексея.
Согласно «Списку населённых мест Северо-Кавказского края» за 1925 год село являлось административным центром Новоалексеевского сельского совета Белореченского района Майкопского округа Северо-Кавказского края. На тот момент его население составляло 678 человек (329 мужчин и 349 женщин), общее число дворов — 145.
По данным поселенной переписи 1926 года по Северо-Кавказскому краю в селе имелось 158 хозяйств, проживал 721 человек (367 мужчин и 354 женщины), в том числе 625 русских (другие национальности не указаны).

## Население
| 1925 | 1926 | 2002 | 2010  |
| ---- | ---- | ---- | ----- |
| 678  | ↗721 | ↗996 | ↗1095 |

## Улицы
| - ул. Дружбы, - ул. Комсомольская, - ул. Красная, - ул. Мира, - ул. Молодёжная, - ул. Новосёловская, - ул. Октябрьская, - ул. Пролетарская, | - ул. Садовая, - ул. Советская, - ул. Степная, - ул. Строителей, - ул. Центральная, - ул. Школьная, - ул. Шоссейная. |

## Объекты археологического наследия
- Курганная группа «Новоалексеевское» (10 насыпей)[11].

## Объекты культурного наследия
- Обелиск в честь земляков, погибших в годы Великой Отечественной войны, 1949 год, автор М. Т. Лаптев;
- Братская могила советских воинов, 1942—1943 годы, 1949 год, 1965 год, автор М. Т. Лаптев[11]